# Giovanni Battista Agnozzi
Giovanni Battista Agnozzi (ur. 2 sierpnia 1821 w Mogliano, zm. 4 lutego 1888 w Bogocie) – włoski duchowny rzymskokatolicki, dyplomata papieski.

## Biografia
W latach 1854–1859 był audytorem Nuncjatury Apostolskiej w Lucernie. W latach 1868–1874 stał na jej czele w randzie chargé d’affaires (w latach 1856 - 1920 w Szwajcarii nie mianowano nuncjuszy apostolskich). Na tym stanowisku protestował przeciwko wydaleniu biskupa pomocniczego diecezji Lozanny i Genewy i wikariusza generalnego dla kantonu genewskiego Gasparda Mermilloda.
12 grudnia 1873 ks. Agnozzi został wydalony ze Szwajcarii w odpowiedzi na encyklikę Piusa IX Etsi multa luctuosa z 21 listopada 1873, potępiającą prześladowanie Kościoła w kilku krajach, w tym w Szwajcarii. Oficjalnie Stolica Apostolska odwołała go ze stanowiska chargé d’affaire w Lucernie 23 stycznia 1874.
24 marca 1882 papież Leon XIII mianował go delegatem apostolskim w Kolumbii. Urząd ten pełnił do 1887. Nigdy nie przyjął sakry biskupiej.